# Колумбия (Южна Каролина)
Вижте пояснителната страница за други значения на Колумбия.
Колумбия (на английски: Columbia) e столицата и най-големият град на щата Южна Каролина, САЩ. Колумбия е окръжен център на окръг Ричлънд, но част от града се намира и на територията на окръг Лексингтън. Колумбия е с население от 117 508 жители (приблизителна оценка 2005 г.), а общата му площ е 346,50 км² (133,80 мили²)
Както и други места с подобно име (като например Федерален окръг Колумбия) името на града идва от поетично име за САЩ, базирано на името на Христофор Колумб.

## Побратимени градове
- Кайзерслаутерн (Германия)
- Клуж-Напока (Румъния)
- Пловдив (България)
- Челябинск (Русия)